# 무모범
무모범(recklessness)은 위험한 것을 알면서 위험한 일을 하여 피해를 끼치는 영미법상 범죄이다. 미필적 고의와 인식 있는 과실의 중간 형태의 범죄로 그러한 성질을 무모성이라고 한다.
```
대한민국
의 
위험운전치사상죄
와 비슷하다.
```